# María Angustias Giménez Vera
Maria Angustias Giménez Vera (Granada, 21 d'agost de 1849 - Sant Boi de Llobregat, 2 d'agost de 1897) fou una vídua i religiosa andalusa, cofundadora de la congregació de les Germanes Hospitalàries del Sagrat Cor de Jesús. Ha estat proclamada serventa de Déu i està en estudi el seu procés de beatificació.

## Biografia
Va néixer a Granada al si d'una família de classe mitjana. Va tenir una bona educació i patia una malaltia cardíaca crònica, essent feble de salut. Molt cristiana i devota, tenia una especial veneració per la Mare de Déu del Cor de Jesús.
En 1871, va conèixer i va fer amistat amb María Josefa Recio Martín, amb qui, quan aquesta va quedar vídua, va consagrar-se a Déu, portant una vida laica dedicada a la pregària i les obres de caritat, sota la direcció espiritual d'un sacerdot; Angustias vivia amb els seus pares i mai no va casar-se, en part per la seva salut. Les deus En 1877, el pare Benet Menni va fundar a Ciempozuelos un hospital psiquiàtric, essent un pioner en la cura dels malalts mentals a l'Estat; cap al 1880 va pensar de fundar un establiment psiquiàtric exclusivament destinat a les dones, llavors marginades i desprotegides en l'aspecte assistencial. Les dues havien conegut Menni a Granada el 1878 i li demanaren que fos el seu director espiritual; Menni no va voler encarregar-se'n, però en tornar a Ciempozuelos les va convidar a anar-hi per treballar en el projecte de fundació. Les dues van marxar de Granada el 21 de juny de 1880 i van allotjar-se a una caseta vora l'hospital de Ciempozuelos. Angustias va fugir de casa seva, ja que la seva família s'havia oposat a què ella fos religiosa, i va deixar una carta als seus pares explicant la situació.
Per tenir cura del nou hospital, Menni va pensar de crear una congregació religiosa, que va crear amb la col·laboració de María Josefa i María Angustias; amb elles i vuit noies més va començar el noviciat a la casa de Ciempozuelos, formant les dones en els mètodes terapèutics més innovadors, fins que el 31 de maig de 1881 es va fundar la congregació de les Germanes Hospitalàries del Sagrat Cor de Jesús; María Angustia va prendre el nom de religió de Sor Corazón de Jesús.
María Angustias va morir el 2 d'agost de 1897 a l'hospital psiquiàtric de Sant Boi de Llobregat, on era treballant, a causa d'un aneurisme a l'aorta provocat per la seva malaltia.
Va ésser sebollida al cementiri de Sant Boi; en 1983 van ésser traslladats a la capella de la casa mare de la congregació a Ciempozuelos.